# Hyalinobatrachium orientale
Hyalinobatrachium orientale és una espècie de granota que viu a Veneçuela i Trinitat i Tobago.
Està amenaçada d'extinció per la pèrdua del seu hàbitat natural.